# Hanna R. Hall
Hanna Rose Hall (Denver, 9 luglio 1984) è un'attrice statunitense.

## Biografia
Nata e cresciuta a Denver, nel Colorado, ha frequentato la Colorado Rocky Mountain School, diplomandosi nel 2004. Il suo esordio nel mondo del cinema avviene nel 1994 nel famoso Forrest Gump in cui interpreta Jenny da bambina. Compare nel 1999 nel film diretto da Sofia Coppola: Il giardino delle vergini suicide, nel ruolo della figlia più piccola dei Lisbon, Cecilia, che si toglie la vita gettandosi sulle punte acuminate di una ringhiera di ferro. In questo film ha recitato in coppia con Kirsten Dunst.

## Filmografia
- Forrest Gump, regia di Robert Zemeckis (1994)
- Riccioli d'oro e i tre orsi (Goldilocks and the Three Bears), regia di Brent Loefke (1995)
- Finalmente a casa (Homecoming) - film TV, regia di Mark Jean (1996)
- Her Desperate Choice - film TV, regia di Michael Scott (1996)
- Il giardino delle vergini suicide (The Virgin Suicides), regia di Sofia Coppola (1999)
- Amy & Isabelle - film TV, regia di Lloyd Kramer (2001)
- Standoff - serie TV, episodio 1x7 (2006)
- Halloween - The Beginning (Halloween), regia di Rob Zombie (2007)
- Neal Cassady, regia di Noah Buschel (2007)
- The Truth About Faces, regia di Lindsey Shockley (2007)
- Text, regia di Brian McCulley (2008)
- American Cowslip, regia di Mark David (2009)
- Radio Free Albemuth, regia di John Alan Simon (2010)
- A Numbers Game, regia di James Van Alden (2010)
- Happiness Runs, regia di Adam Sherman (2010)
- Scalene, regia di Zack Parker (2011)
- Visible Scars, regia di Richard Turke (2012)

## Riconoscimenti
- Young Artist Award
  - 1995 – Miglior attrice giovane 10 anni o meno per Forrest Gump

## Doppiatrici italiane
- Domitilla D'Amico in Forrest Gump
- Gemma Donati ne Il giardino delle vergini suicide